# Reb

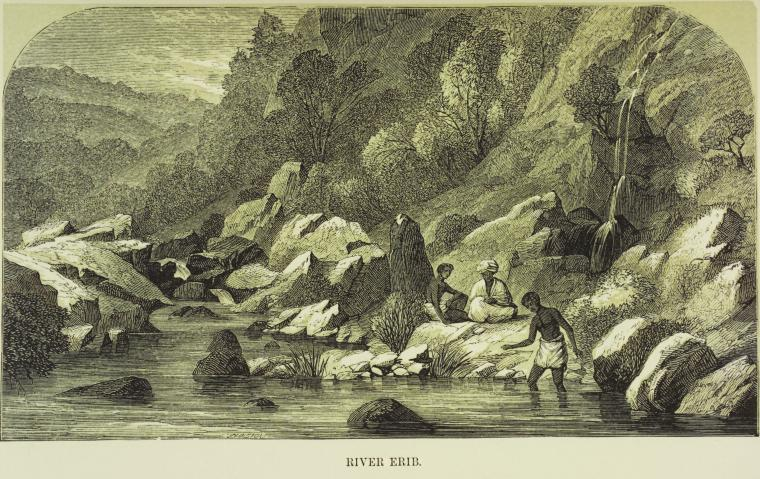
La rivière Rib en 1854.

Reb (également translittéré par Rib; en amharique "fond, fesses") est une rivière du centre-nord de l'Éthiopie qui se jette dans Lac Tana à 12° 02′ N, 37° 35′ E. La rivière prend sa source sur les pentes du Mont Guna et coule vers l'ouest à travers Kemekem woreda. Il n'a pas d'affluents importants.

## Contexte
CONCERNANT. Cheesman a décrit le Reb en 1936 comme ayant « fait descendre des quantités de sable noir, et nous avons croisé des rives déposées sur la rive du lac. La barre de la rivière, à 600 mètres dans le lac, est un demi-cercle, et des groupes de voyageurs avec des chargements chargés » des ânes en faisaient le tour au lieu de traverser la rivière. » Les marchands basés à Yifag transportaient des barres de sel ou amoleh dans de petits bateaux ou des tankwas le long du Reb jusqu'à Zege sur le lac pour faire du commerce. pour café.
Le Reb était également le site de l'un des nombreux ponts de pierre construits à l'époque des missionnaires jésuites ou sous le règne de Fasilides. La rivière composée de cinq arches, elle était située à 24 kilometers (14,912908608 mi) de l'estuaire et permettait de voyager entre Gondar et Debre Tabor. Le pont à cinq arches a été construit par le gouvernement italien en 1939. Il a été conçu par mon père Ottavio Zappa. J'ai en ma possession la photographie originale du pont qui est maintenant affichée au consulat général d'Italie à Vancouver, Colombie-Britannique, Canada. Osvaldo Zappa p. Pendant l'Occupation italienne, les Italiens ont construit un pont en pierre sur la rivière. Il ne s'agissait pas d'un pont en bois comme on le prétend et il n'a pas été endommagé pendant la campagne britannique. Osvaldo Zappa
Le 21 juin 2007, la Banque mondiale a annoncé qu'elle avait approuvé un crédit de 100 millions de dollars de l'Association internationale de développement pour un projet d'irrigation et de drainage couvrant la Magech et les rivières Reb, dans le cadre du Initiative du bassin du Nil. Dans le but d'augmenter la production agricole irriguée, ce projet proposé développera progressivement une superficie totale de 20 000 hectares.